# Затура
Затура: Космическо приключение е американски фентъзи приключенски филм от 2005 г., режисиран от Джон Фавро и е базиран на илюстрираната книга „Затура“ от Крис Ван Олсбърг, автор на „Джуманджи“. Участват звездите Джош Хътчерсън, Джона Бобо, Дакс Шепард, Кристен Стюарт и Тим Робинс.

## Сюжет
Внимание:  Текстът по-долу разкрива сюжета на произведението (или части от него)!
Двама братя – Уолтър и Дани водят нормално ежедневие, деца са на разведени родители. Постоянно се карат помежду си, разликата във възрастта е причина за това. Дани – по-малкият брат намира в мазето игра – Затура и започва да играе. Но това не е обикновена игра, а магическа и отвежда героите в открития космос. Изправени пред големи предизвикателства, двамата братя – с помощта на Астронавта и сестра им Лиза, трябва да превъзмогнат различията си, да спрат да се карат, за да доведат играта докрай и да се приберат вкъщи. Условието е да не се мами и играчите да се редуват.

## В България
През 2017 г. филмът е излъчен по Нова телевизия с български войсоувър дублаж.